# 弗赖贝格
弗赖贝格（德語：Freiberg，發音：[ˈfʁaɪˌbɛʁk] ⓘ）是德国萨克森州中部的一个市镇，是中萨克森县的县治，位于德累斯顿和开姆尼茨之间，是一座大学城，也是一个山城。它是于2008年8月1日建立的萨克森中部地区和萨克森三角都市圈的一部分。有着悠久历史的整个市中心都是文物保护建筑。弗赖贝格工业大学分布于城市的各个角落。

## 地理

### 地理位置
市区紧邻厄尔士山脉的北坡以及穆尔德河西部。城市部分的嵌入Münzbach和Goldbach两条河的河谷内。市区平均海拔412米（如火车站附近），最低点海拔340米，最高点在原来的采矿区，海拔491米。弗赖贝格坐落于远久的由采矿形成的特殊景观的地区，它的北面、东南和西南由森林环绕，其它方向是农田和草地。从21世纪初开始，像Nossen、Roßwein，新兴城市Großschirma一样，弗赖贝格和Brand-Erbisdorf地区加快了城市化进程的速度。截止到2004年本地区的居民已有7.5万。
弗赖贝格方言是基于两种形式的图林根-上萨克森方言：包括东部的Südostmeißnisch和西部的Südmeißnisch方言。

## 历史

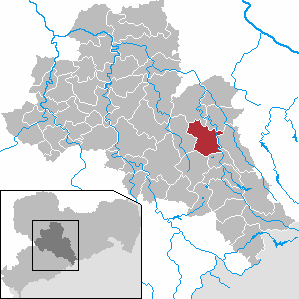
弗赖贝格在萨克森中部地区的位置

这座城市是和采矿紧密联系在一起的，他的采矿业始于1165-1170年。在中世纪弗赖贝格是马克麦森地区最大的城市和极其重要的商业中心。它丰富的银矿以及造币业使得当时的萨克森极其的繁荣。银矿开采于1913年停止。二战之后到1969年又重新进行开采，不过开采以铅、锌和镍矿为主。矿业学院，也就是现在的弗赖贝格工业大学，成立于1765年，是世界上历史最悠久的矿业工程学院。

## 政治

### 市议会
2009.07.07市议会选举初步结果：
| 政党            | 所占比例 | 席位数 |
| --------------- | -------- | ------ |
| 基民盟CDU       | 27,6 %   | 10     |
| 左翼党Die Linke | 18,7 %   | 7      |
| 社民党SPD       | 11,3 %   | 4      |
| AUW             | 10,5 %   | 4      |
| Haus/Grund      | 9,5 %    | 3      |
| 自民党FDP       | 8,0 %    | 3      |
| IFS             | 4,8 %    | 1      |
| 国家民主党NPD   | 4,2 %    | 1      |
| 绿党Grüne       | 3,5 %    | 1      |
| 联合福利会DPWV  | 1,7 %    | 0      |

投票率是56,5 %。

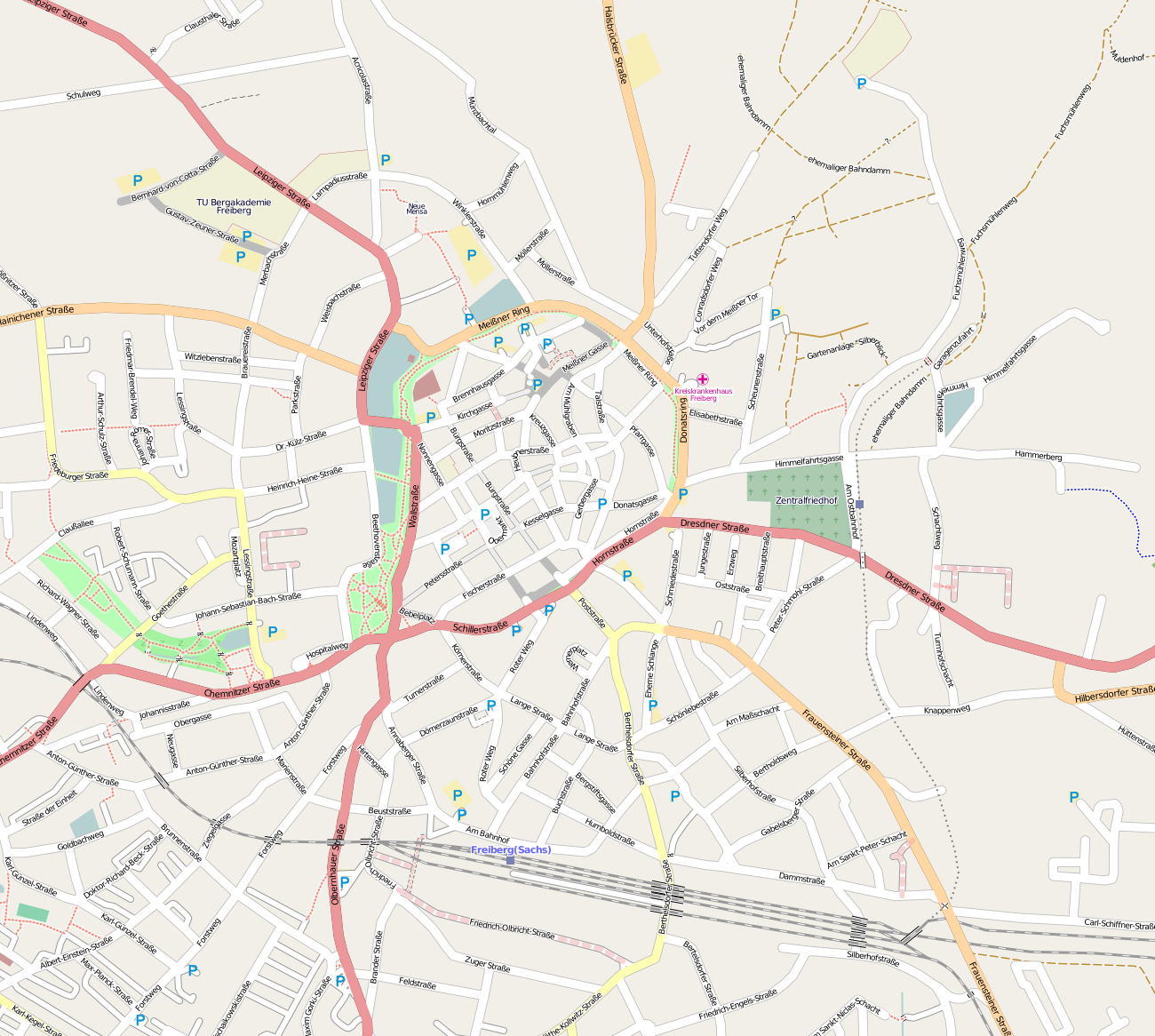
弗赖贝格市中心 2009

各议会党团必须在议会选举之初成立，人数不能少于三人。基民盟、左翼党、社民党和自民党组建自己的议会党团。B90/绿党和IFS加入AUW党团。

### 市徽

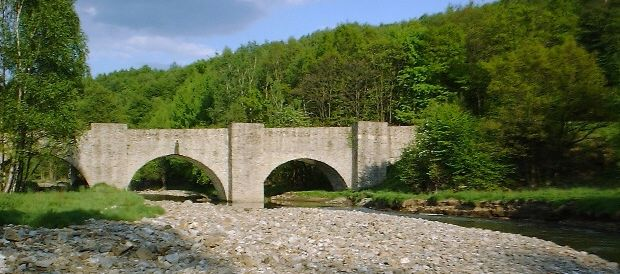
莫德尔河上的老父亲大桥

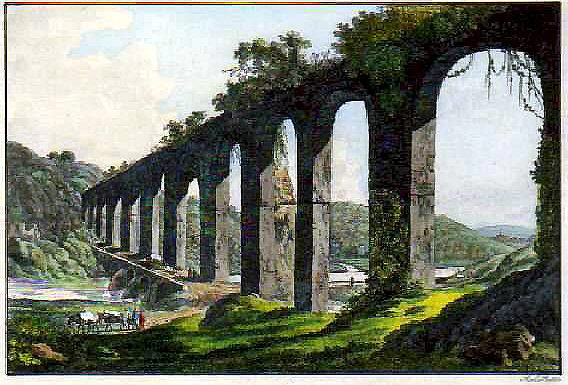
路德维希 李斯特(1803–1884), 老父亲大桥引水系统

弗赖贝格的市徽是蓝色背景的一个王冠式城垛。中间凸出的是一个银质的墙板，敞开的城门和高高拉起的闸门。上面是三个银色的圆形塔楼，它有红色的顶盖和立于金色柱头上的金色小旗。中间的塔楼略高略粗。大门上有一个金盾，盾里有一个黑色的狮子。这个标志最早是在1227年作为一个印章出现的，它也是马克麦森最古老的印章。城市以黄黑为主色调。

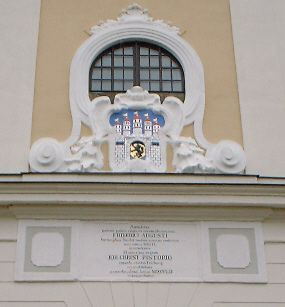
位于尼古拉教堂西门的市徽 1752年
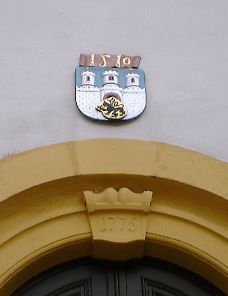
位于市政厅大门的市徽 1510年
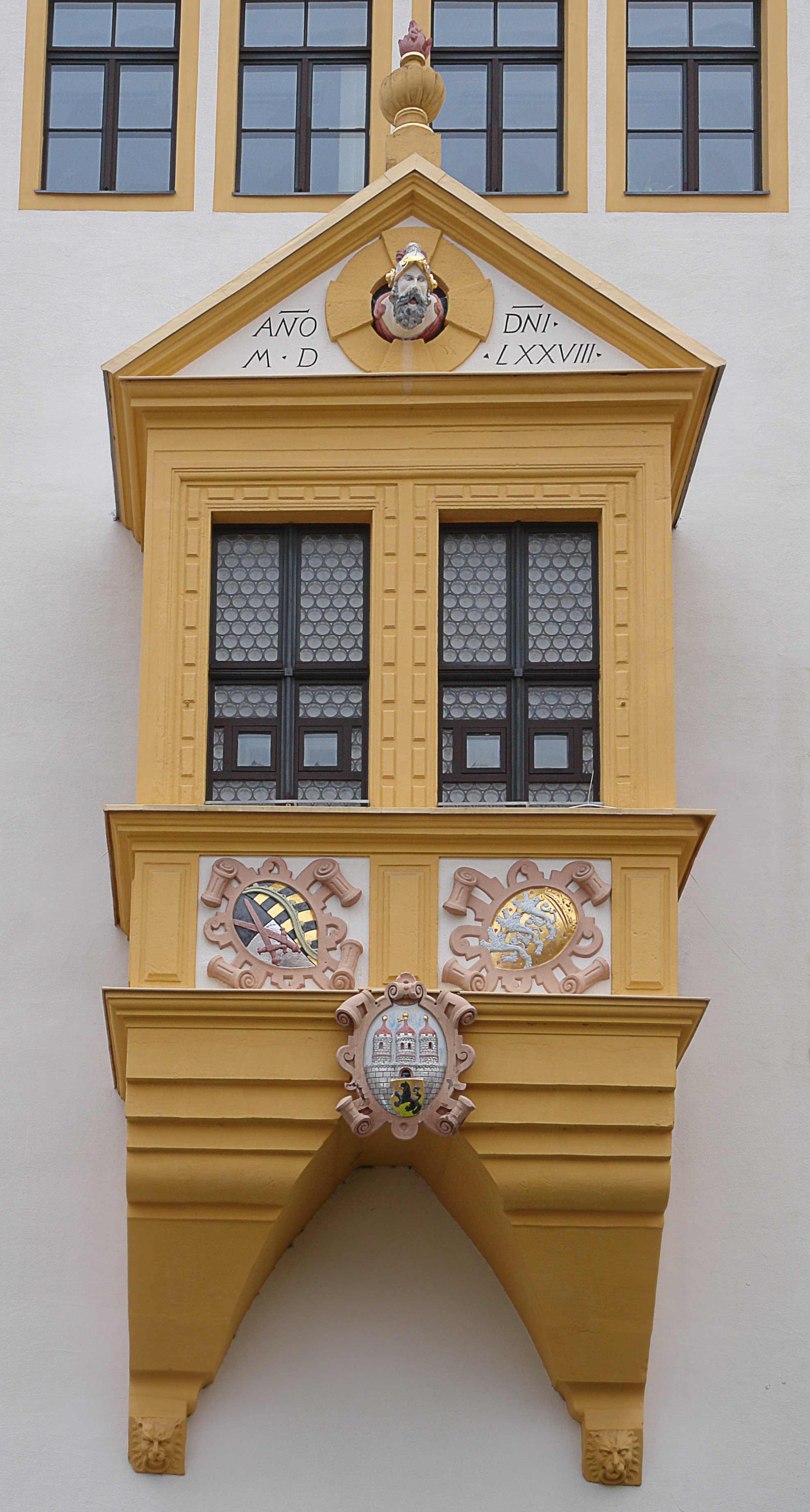
位于市政厅拐角处(凸出墙外的窗)的市徽 上面可以看见Kunz von Kaufungen的头像

### 友好城市
弗赖贝格在境内和国际上一共有8个友好城市。
- 德国境内:
  -  安贝格, 巴伐利亚州
  -  克劳斯塔尔-采勒费尔德，下萨克森州
  -  达姆施塔特, 黑森州
- 国际城市:
  -  代尔夫特, 荷兰
  -  法國 让蒂伊
  -  Nes Tzijona, 以色列
  -  Příbram, 捷克
  -  瓦乌布日赫, 波兰

## 文化与名胜
弗赖贝格拥有超过1250年，各个种类和规模的技术上的文化上的和艺术上的标志性遗迹。历史悠久的老城区，四面残存的老城墙，组成了一个完整的十二三世纪城镇的轮廓。这里还拥有数量及其丰富的地质方面的藏品。